# 新加坡交通
新加坡內的交通以陸路為主，包括汽車和鐵路。而新加坡的主要島嶼則有渡輪服務。

## 國內

### 道路
新加坡率先通过市场化调控收取路費来控制車流量，所使用的系统称為電子道路收費系統（ERP），这是在新加坡特有的一種電子道路收費系統（ETC）。高速公路總長約161 km，主要幹道總長約645 km。道路通行方向是靠左通行，和其他英联邦國家一致。
陆路交通管理局負責道路（包括高速公路）的計劃、建造和維護。新加坡的高速公路有：
- 亚逸拉惹高速公路 (AYE)
- 武吉知马高速公路 (BKE)
- 中央高速公路 (CTE)
- 东海岸公园大道 (ECP)
- 濱海高速公路 (新加坡)(MCE)
- 加冷巴耶利峇高速公路 (KPE)
- 克兰芝高速公路 (KJE)
- 泛岛高速公路(PIE)
- 实里达高速公路(SLE)
- 淡滨尼高速公路(TPE)
- 南北高速公路 (新加坡)（計劃中）[1]

新加坡很早就發展高速公路，以解決中央區的交通擠塞問題。高速公路把衛星城市與其他地方（尤其是工作的地方）連繫起來，方便居民。

### 水上

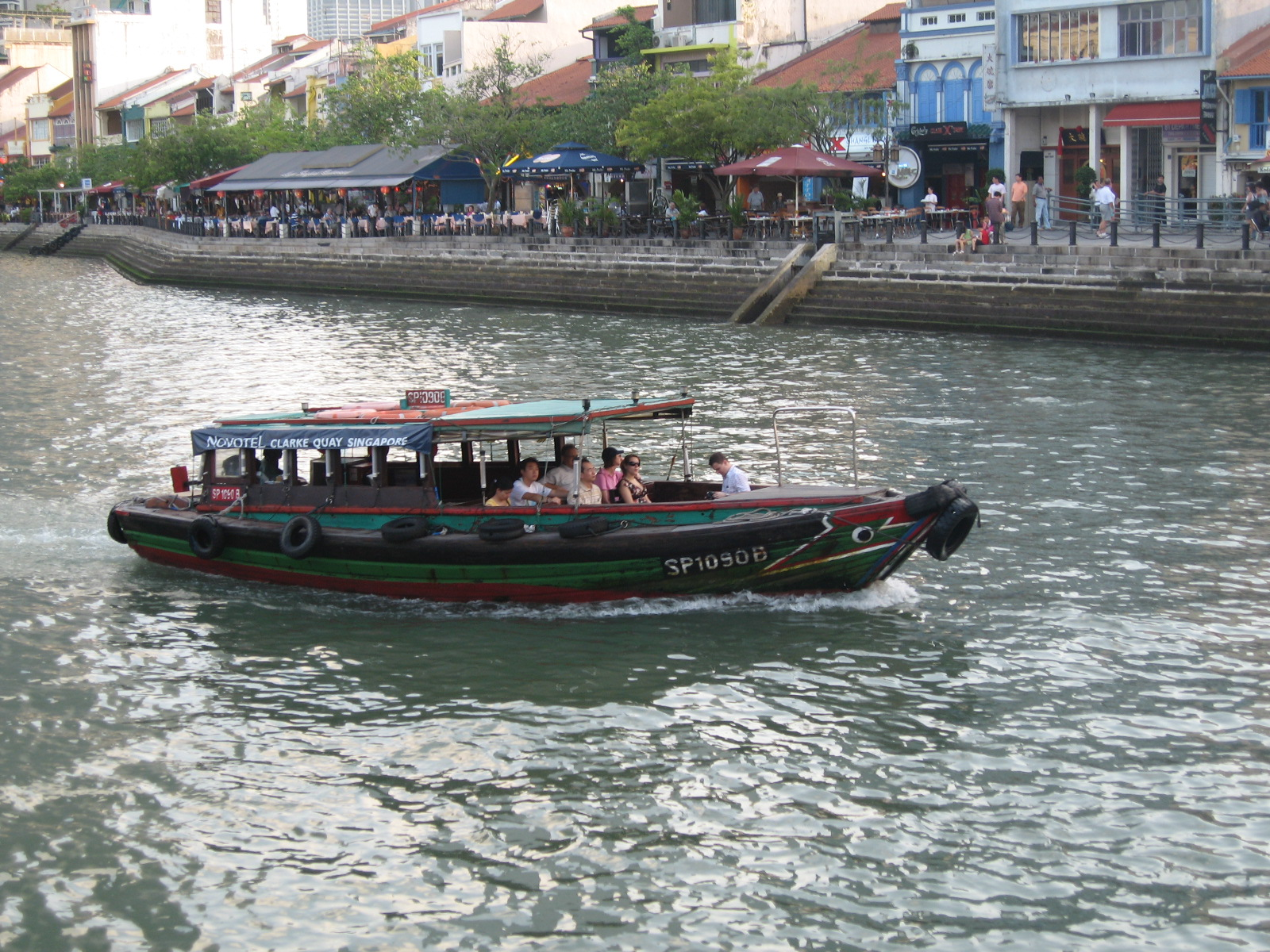
新加坡河

新加坡河上的水上德士服務是新加坡的島內水上交通之一。自2013年推出，但使用率不高。另外，滨海南码头與龟屿和聖約翰島之間也有渡輪服務。
- 新加坡港

### 公共交通
公共交通包括多樣的运输方式，例如巴士、鐵路和的士。每天，約有5.308百萬人次，至少半數人口使用公共交通。
公共交通系統是上學和上班最重要的運輸方式。根據2000年人口普查，約52.4%新加坡居民（不計外國人）使用公共交通；在上學的居民中，41.5%用公共交通上學。

#### 巴士
- 新捷运
  - 路線：超過300（2013年）
  - 車隊：超過3000輛巴士（2013年）
- SMRT巴士

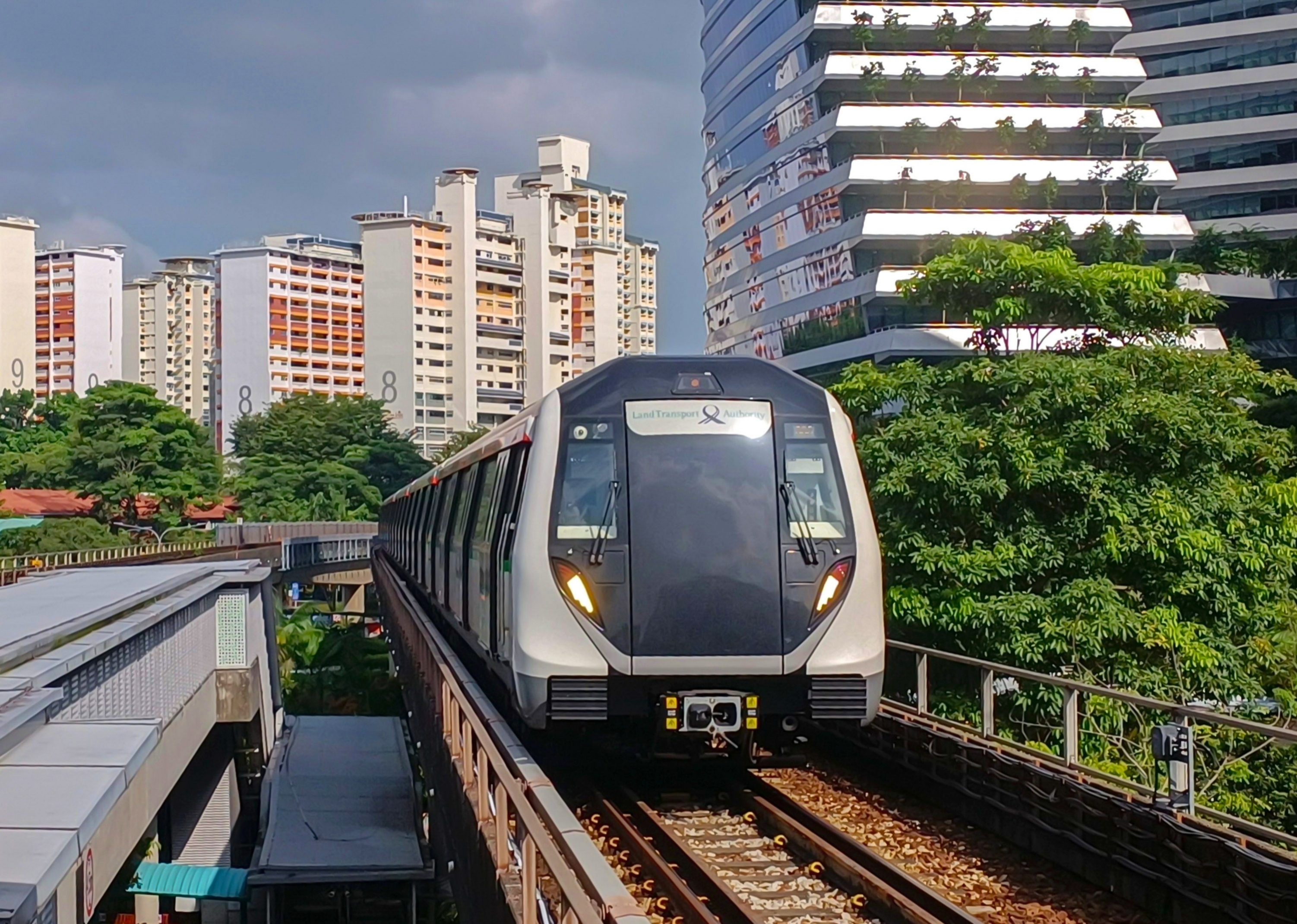
新加坡地铁

  - 新加坡地铁路線：超過100（2013年）
  - 車隊：超過1,100輛巴士（2013年）

#### 鐵路
新加坡地鐵（MRT）是標準鐵軌系統，路線長156 km（96.89 mi），有106個站。現時有六條路線：新加坡地铁南北线、新加坡地铁东西线、新加坡地铁环线、新加坡地铁汤申－东海岸线（由SMRT集团下的SMRT地铁營運）；新加坡地铁东北线、新加坡地铁滨海市区线 （由新捷运營運）。
至於新加坡的城際鐵路，實際上是由馬來亞鐵路負責連營，鐵路佔用的土地由馬來西亞管轄。2011年，丹戎巴葛火車站停用。2015年7月起，新馬之間的鐵路運輸區間縮短為兀蘭至馬來西亞的新山。

#### 德士
新加坡德士數目達28,736輛，有6間德士公司。

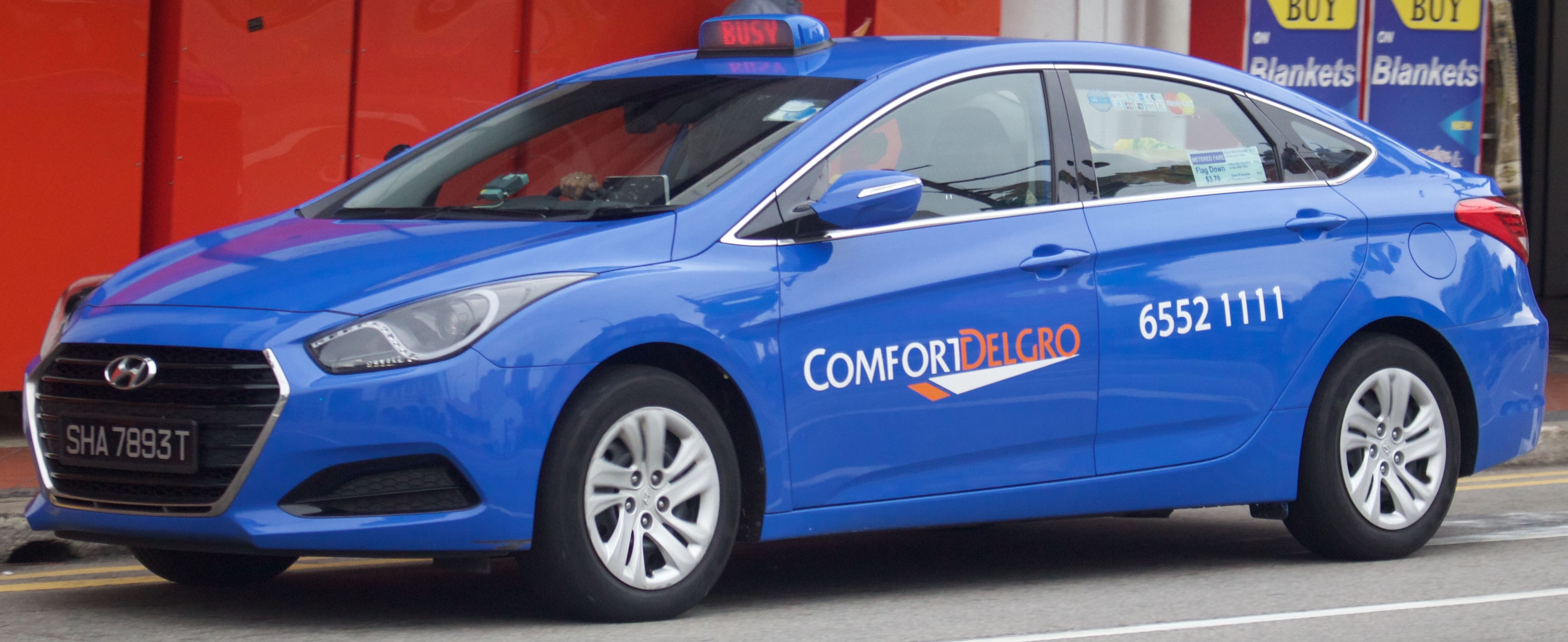
新加坡德士

## 國際交通
新加坡與馬來西亞之間有兩條陸路，一為新柔长堤（建於1920年代，連接新山和兀兰），另一為馬新第二通道（建成於1996年）。新加坡與附近的其他國家島嶼有渡輪連接。
新加坡致力發展成亞洲航空中心。該國航空事宜由新加坡交通部下的新加坡民航局管理。該國最大的航空公司是新加坡航空，其子公司有勝安航空和酷航。其他廉航有捷星亞洲航空、惠旅航空和欣豐虎航。新加坡樟宜机场現有四個航站，服務的航線連接至58個國家185個城市。每年可接待6400萬乘客。